# Ulva (Escócia)
Ulva (em gaélico escocês:  Ulbha) é uma ilha do arquipélago das Hébridas Interiores da Escócia, com 19,9 km2, situada junto à costa ocidental da ilha de Mull (Isle of Mull), da qual está separada por um estreito canal. A ilha está ligada à vizinha ilha de Gometra por uma ponte. A maior parte do território da ilha é formado por basaltos datados do Cenozoico, que em alguns lugares formam grandes colunas por disjunção prismática. Povoada desde o Mesolítico e com várias estruturas datadas do Neolítico, a ilha tem presentemente uma população permanente de apenas 11 habitantes.